# Mathilde zu Waldeck und Pyrmont

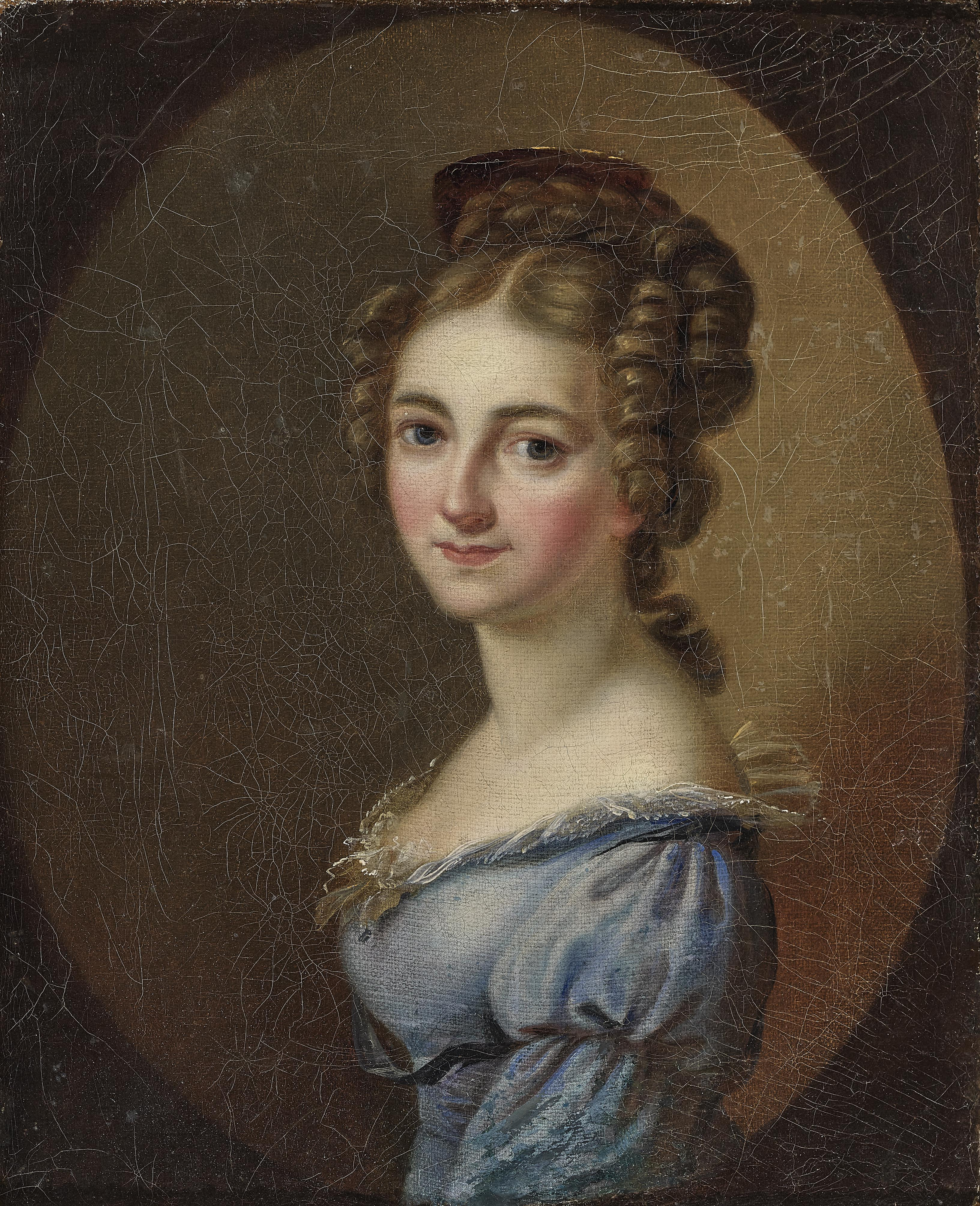
Herzogin Mathilde von Waldeck-Pyrmont

Mathilde zu Waldeck und Pyrmont (* 10. April 1801 in Rhoden; † 13. April 1825 in Bad Carlsruhe in Schlesien) war ein Mitglied des Hauses Waldeck und Pyrmont und eine Prinzessin von Waldeck und Pyrmont sowie Mitglied des Hauses Württemberg und durch Heirat mit Herzog Eugen von Württemberg eine Herzogin von Württemberg.

## Frühe Lebensjahre
Mathilde wurde in Rhoden als vierte Tochter und zehntes Kind von Georg I., Fürst von Waldeck und Pyrmont und seiner Frau Prinzessin Augusta von Schwarzburg-Sondershausen geboren.

## Ehe und Nachkommen
Am 20. April 1817 heiratete sie in Arolsen Herzog Eugen von Württemberg (1788–1857, Sohn von Herzog Eugen von Württemberg (1758–1822) und Prinzessin Luise zu Stolberg-Gedern (1764–1828), Cousine der bekannteren Gräfin von Albany). Sie hatten drei Kinder:
- Herzogin Marie von Württemberg (25. März 1818 – 10. April 1888), heiratete 1845 Karl II., Landgraf von Hessen-Philippsthal, und hatte Nachkommen.[1]
- Herzog Eugen von Württemberg (25. Dezember 1820 – 8. Januar 1875), 1843 mit Prinzessin Mathilde von Schaumburg-Lippe verheiratet, hatte Nachkommen.[2]
- Herzog Wilhelm Alexander von Württemberg (13. April 1825 – 15. April 1825)

Mathilde starb bei der Geburt ihres dritten Kindes. 1827 heiratete Eugen erneut Prinzessin Helene von Hohenlohe-Langenburg, mit der er vier Kinder hatte.